# Fouday
Fouday (francès) o Urbach (alemany) és un municipi francès al departament del Baix Rin (regió del Gran Est). L'any 1999 tenia 303 habitants. Va formar part del municipi de Ban-de-la-Roche amb Belmont i Bellefosse.
Forma part del cantó de Mutzig, del districte de Molsheim i de la Comunitat de comunes de la Vall de la Bruche.
| 1962 | 1968 | 1975 | 1982 | 1990 | 1999 |
| ---- | ---- | ---- | ---- | ---- | ---- |
| 230  | 233  | 222  | 253  | 277  | 303  |